# Sergio Clerici
Sergio Clerici (* 25. Mai 1941 in São Paulo) ist ein ehemaliger brasilianischer Fußballspieler, der die meiste Zeit seiner Laufbahn in Italien verbrachte und dort unter anderem für den FC Bologna, den AC Florenz und den SSC Neapel spielte.

## Karriere
Sergio Clerici wurde in der Jugendabteilung von Associação Portuguesa de Desportos in seiner Heimatstadt São Paulo ausgebildet. Als 19-Jähriger nahm er 1960 ein Angebot des italienischen Vereins Calcio Lecco, damals erstklassig, an. Für den Club aus der Lombardei spielte Clerici fortan bis 1967 in 201 Ligaspielen in der ersten und zweiten italienischen Liga und erzielte dabei 59 Tore. Nach dem Abstieg aus der Serie A in der Saison 1966/67 wechselte der gebürtige Brasilianer zum FC Bologna, wo er in der Saison 1967/68 beim Erreichen von Platz sechs behilflich war. Während dieser einen Spielzeit, die er in Bologna weilte, wurde Clerici 22-mal eingesetzt, wobei vier Treffer entsprangen. Im Sommer 1968 nahm ihn Atalanta Bergamo unter Vertrag, wo er jedoch in der Serie A 1968/69 als Tabellenletzter mit gerade einmal neunzehn Punkten den Abstieg hinnehmen musste und Bergamo wieder den Rücken kehrte. 1969 schloss sich Sergio Clerici Hellas Verona an, mit dem er zweimal den Klassenerhalt schaffte und beide Male zum besten Torschützen der Norditaliener avancierte. Nach 54 Spielen für Hellas Verona und achtzehn Toren verpflichtete ihn 1971 der AC Florenz. Auch in Florenz wurde Clerici zum Stammspieler und verhalf der Fiorentina zum Erreichen des UEFA-Pokals in der Serie A 1971/72 und war auch hier bester Torschütze seines Vereins. Gleiches wiederholte man im Folgejahr mit Rang vier und zehn Saisontoren von Clerici. In der Mitte des Jahres 1973 ging Sergio Clerici nach Kampanien zum SSC Neapel, mit dem er in seiner ersten Saison Platz drei erreichte und fünfzehn Saisontore beisteuerte. 1974/75 wurde er mit Napoli Zweiter, was die beste Platzierung in der Serie A für den Verein bis dahin bedeutete, außerdem stellte man die beste Offensive, Clerici gelangen vierzehn Saisontreffer, Sturmpartner Giorgio Braglia deren zwölf. Trotz des Erfolges mit dem SSC verließ Clerici den Süden Italiens zur Saison 1975/76 und kehrte zum FC Bologna zurück, wo er zwei Jahre im Mittelfeld der Serie A verlebte, ohne großartig hervorzustechen. Von 1977 bis 1978 ließ er seine Laufbahn dann bei Lazio Rom ausklingen und kam noch zu elf Spielen und einem Tor im Ligabetrieb der Serie A, wo Lazio mit Platz elf nur einen Punkt vor dem ersten Absteiger CFC Genua den Klassenerhalt nur knapp sicherte.
Später wurde er in seiner Heimat Brasilien, in der er es aufgrund seiner Aktivität in Italien nie zu einem Länderspiel gebracht hatte, für wenige Jahre Trainer und coachte jeweils für ein Jahr die Mannschaften von Palmeiras São Paulo, des FC Santos und Internacional Limeira, ohne großen Erfolg zu haben.